# Ежен Беноист
Ежен Беноист (фр. Eugène Benoist; Нангис, 28. новембар 1831 —  23. мај 1887) је био француски класични филолог.

## Биографија
Рођен је 28. новембра 1831. у Нангису. Од 1852. године студирао је на Вишој нормалној школи у Паризу, праћен радом школског учитеља у Лицеју, у Марсељу. Године 1862. је докторирао, а пет година касније постао је предавач античке књижевности у Нансију. Године 1869. стекао је звање професора, а од 1871. године држао је часове из стране књижевности. Године 1874. вратио се у Париз као професор суплементарне латинске поезије на Сорбони, где је 1876. стекао пуно професорско звање. Године 1884. изабран је за члана Académie des Inscriptions et Belles-Lettres.
Био је аутор многих дела, углавном, издања древних латинских аутора или критичких чланака о одељцима латинских дела. Његови оригинални аутори су: Плаут, Публије Теренције Афер, Лукреције, Вергилије, Хорације, Катул, Гај Јулије Цезар и Тит Ливије.

## Дела
- De personis muliebribus apud Plautum, 1862 (дисертација).
- Titi Macci Plauti Cistellariam, 1863 (издање Плаута).
- P. Virgilii Maronis Opera. Les oeuvres de Virgile (три књиге), 1867-72 – Вергилијева дела.
- Commentaire sur Lucrèce (livre V, 1-111; 678-1455), 1872.
- Plaute : Morceaux choisis ; publiés avec une préface, 1880.
- C. Valeri Catulli liber. Les poésies de Catulle, (with Eugène Rostand), 1878.
- Les Adelphes, 1881.
- Commentaires sur la guerre des Gaules : texte latin, 1893 (Гај Јулије Цезар).
- Nouveau dictionnaire latin-français, 1893, десето издање 1925 – нови латинско-француски речник.[3][4]